# 噌啉
噌啉（Cinnoline）是一种杂环化合物，化学式C8H6N2，由一个苯环与一个哒嗪环稠合而成。

## 性质
噌啉的盐酸盐用碱处理得到油状的游离噌啉，其在乙醚中与溶剂按1:1结合形成熔点24-25℃的白色柔滑针状晶体。噌啉有刺激性气味。

## 发现与合成
通过o-C6H4(NH2)C≡CCO2H在水溶液中与亚硝酸钠反应生成重氮盐，再环化首次得到了不纯的噌啉衍生物4-羟基噌啉-3-羧酸，通过反应移去羧基和羟基得到噌啉。此反应称为Richter噌啉合成。使用新制的氧化汞对二氢噌啉脱氢，产物能分离出纯的噌啉盐酸盐。
一种经典的合成噌啉及其衍生物的方法名为Widman–Stoermer合成，过程为α-乙烯基苯胺与盐酸和亚硝酸钠的关环反应：
亚硝酸钠首先转化成亚硝酸，与氨基反应生成亚硝胺，进一步脱水生成重氮盐，再受烯基进攻而关环。班伯格三嗪合成与该反应的试剂和机理类似。